# Белоснежка и три балбеса
«Белоснежка и три балбеса» (англ. Snow White and the Three Stooges) — американский комедийный фэнтезийный фильм 1961 года, снятый режиссёром Уолтером Лэнгом по мотивам сказки «Белоснежка» братьев Гримм. Второй фильм с участием трёх балбесов, вышедший после их популярности в 1959 году. К этому времени трио состояло из актёров — Мо Ховарда, Ларри Файна и Джо Дериты.

## Сюжет
После трагической потери жены благородный король Фортунии — Август женится на красивой, но злобной королеве, которая затаивает зависть на его единственную дочь Белоснежку за её несравненную красоту. В день семнадцатилетия Белоснежки её отец умирает, оставив свою дочь на попечение мачехи. Злая королева заключает свою падчерицу в тюрьму, а сама с помощью злого волшебника графа Ога захватывает власть в королевстве. Белоснежка избегает верной гибели и находит на окраине леса убежище трёх странствующих лекарей (семи гномов) и их помощника Кватро, которого они спасли от неминуемой смерти, когда тот был ещё ребёнком. После того случая в детстве Кватро теряет память и не знает, что на самом деле он является Прекрасным принцем, который, будучи ещё ребёнком, был помолвлен с маленькой Белоснежкой. Повзрослевшие Белоснежка и Прекрасный принц влюбляются друг в друга. Но на пути к их совместному счастью встаёт Злая королева… 

## В ролях
- Мо Ховард — Мо
- Ларри Файн — Ларри
- Джо Дерита — Кучерявый Джо
- Кэрол Хейс — Белоснежка
- Эдсон Стролл — Кватро / Прекрасный принц
- Патрисия Медина — Злая королева / ведьма
- Гай Рольф — граф Ога
- Майкл Дэвид — Рольф
- Бадди Бэр — охотник Голдред
- Эдгар Барьер — король Август
- Питер Коу[нем.] — капитан
- Мел Бланк — Квинто (озвучивание, нет в титрах)
- Блоссом Рок — служанка (нет в титрах)
- Бёрт Мастин — фермер (нет в титрах)
- Эдвард Платт — сельский житель (нет в титрах)
- Джейсон Уингин — эпизод (нет в титрах)

## Съёмочная группа
- Режиссёр: Уолтер Лэнг, Фрэнк Ташлин (нет в титрах)
- Продюсер: Чарльз З. Уик
- Сценаристы: Ноэль Лэнгли, Элвуд Уллман, Чарльз З. Уик, Фрэнк Ташлин[англ.] (нет в титрах)
- Оператор: Леон Шамрой
- Композитор: Лин Мюррей (нет в титрах)

## Номинации
- Гильдия сценаристов США — номинация (1962)[2]